# Galliformes

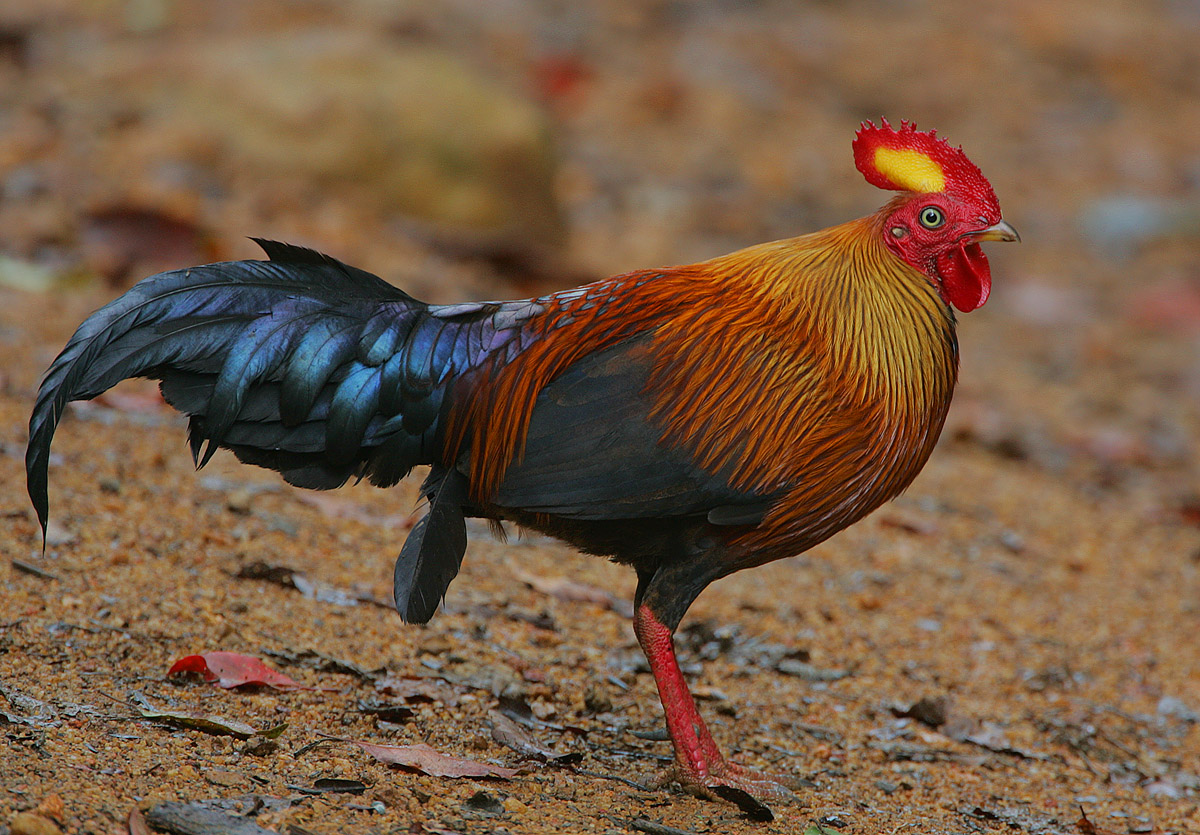
Gallo de Ceilán, Gallus lafayettii

Galliformes es un clado de aves neognatas con categoría taxonómica de orden —comúnmente conocidas como gallináceas—  que cuenta con 283 especies. El grupo fue bautizado por el nombre latino del gallo «gallus», y por ello el nombre de este orden significa «los que tienen forma de gallo». Incluye las gallinas, perdices, pavos, pintadas y chachalacas entre otros. Son principalmente aves terrestres, de picos y patas fuertes. Suelen ser malos voladores, limitándose su vuelo a planeos cortos y de escasa elevación. Habitan en la mayor parte de los continentes, a excepción de las regiones más áridas y los hielos perpetuos.

## Filogenia
|  | Numididae                                                      |
|  |                                                                |
|  | \| \| Odontophoridae \| \| \| \| \| \| Phasianidae \| \| \| \| |
|  |                                                                |
|  | Odontophoridae                                                 |
|  |                                                                |
|  | Phasianidae                                                    |
|  |                                                                |

|  | Odontophoridae |
|  |                |
|  | Phasianidae    |
|  |                |

|  | Numididae                                                      |
|  |                                                                |
|  | \| \| Odontophoridae \| \| \| \| \| \| Phasianidae \| \| \| \| |
|  |                                                                |
|  | Odontophoridae                                                 |
|  |                                                                |
|  | Phasianidae                                                    |
|  |                                                                |

|  | Odontophoridae |
|  |                |
|  | Phasianidae    |
|  |                |

}}
Relaciones filogenéticas basadas en Hackett et al. (2008).

## Taxonomía
Según la clasificación de Clements, el orden Galliformes se clasifica como sigue:
- Familia Megapodiidae - Megápodos
- Familia Phasianidae - Faisanes y perdices
  - Subfamilia Phasianinae - Verdaderos faisanes
  - Subfamilia Tetraoninae - Urogallos y gallo de las praderas
  - Subfamilia Meleagridinae - Pavos
  - Subfamilia Gallininae - Gallos silvestres y francolines
  - Subfamilia Pavoninae - Pavo reales y faisanes ocelados
- Familia Numidinae - Gallina de Guinea
- Familia Odontophoridae - Codornices del Nuevo Mundo

## Descripción

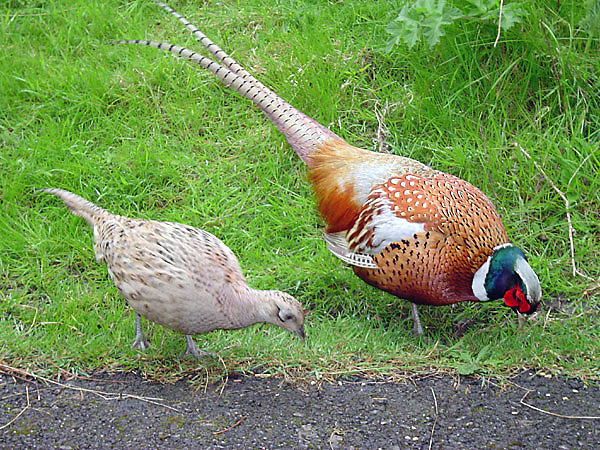
Hembra (izquierda) y macho de faisán común: El dimorfismo sexual es conspicuo en esta especie, una de las aves de caza más apomorfas.

Su aspecto es similar al de las gallinas, con cuerpos redondeados y alas romas, y su tamaño varía desde los 15 cm los pequeños hasta los 120 cm los grandes. Son aves principalmente terrestres y sus alas son cortas y redondeadas para volar a corta distancia. Los galliformes son anisodáctilos como los paseriformes, pero a algunos de los machos adultos les crecen espolones que apuntan hacia atrás.
Las aves gallináceas son animales arborícolas o terrestres; muchas prefieren no volar, sino que caminan y corren para desplazarse.  Viven entre 5 y 8 años en la naturaleza y hasta 30 años en cautividad.  Se pueden encontrar en todo el mundo y en una variedad de hábitats, incluyendo bosques, desiertos y praderas.  Utilizan demostraciones visuales y vocalizaciones para la comunicación, el cortejo, la lucha, la territorialidad y la cría.
Tienen diversas estrategias de apareamiento: algunas son monógamas, mientras que otras son polígamas o poliginándricas.  El comportamiento de cortejo de los machos incluye elaborados despliegues visuales del plumaje. Se reproducen estacionalmente según el clima y ponen de tres a 16 huevos al año en nidos construidos en el suelo o en los árboles.
Las gallináceas se alimentan de una gran variedad de material vegetal y animal, que puede incluir frutas, semillas, hojas, brotes, flores, tubérculos, raíces, insectos, caracoles, gusanos, lagartos, serpientes, pequeños roedores y huevos.
Estas aves varían en tamaño desde la diminuta codorniz real (Coturnix chinensis), que mide 5 pulgadas y pesa 28-40 gramos, hasta la especie galliforme más grande que existe, el pavo salvaje de Norteamérica. (Meleagris gallopavo), que puede llegar a pesar 14 kg (30,5 lb) y superar los 120 cm (47 in).
La especie de ave galliforme con mayor envergadura y mayor longitud total (incluyendo una cola de más de 1,80 m) es probablemente el pavo real. (Pavo muticus). La mayoría de los géneros galliformes son de cuerpo regordete, con cuellos gruesos y patas moderadamente largas, con alas redondeadas y más bien cortas. Los urogallos, los faisanes, los francolines y las perdices son típicos por su silueta corpulenta.
Los machos adultos de muchas aves galliformes tienen de uno a varios espolones córneos afilados en la parte posterior de cada pata, que utilizan para luchar. En varios linajes, se produce un dimorfismo sexual pronunciado, y entre cada clado de galliformes, los linajes más apomórficos («avanzados») tienden a ser más dimórficos sexualmente.

## Reacios a volar
Mientras que la mayoría de los galliformes son voladores bastante reacios, las formas verdaderamente sin capacidad de volar son totalmente desconocidas entre los miembros vivos del orden. Aunque a menudo se les califica erróneamente de voladores débiles, los galliformes están en realidad muy especializados en su estilo de vuelo particular, con músculos de vuelo extremadamente potentes, y algunas especies son incluso migratorias. Los perdigallos adultos, sin embargo, no vuelan, ya que necesitan la gravedad para despegar, aunque los jóvenes pueden volar relativamente bien.
No obstante, unas pocas aves fuera del grupo de la corona Galliforme no vuelan.
El género Sylviornis, una enorme especie prehistórica de Nueva Caledonia, no volaba, pero a diferencia de la mayoría de las demás aves no voladoras, como las ratitass o los rálidos isleños, que se convierten en no voladores debido al desarrollo detenido de su aparato de vuelo y posteriormente evolucionan a un tamaño mayor, el Sylviornis parece haber dejado de volar simplemente debido a su volumen, siendo la reducción de las alas una consecuencia, no la razón de su falta de vuelo.
Los gigantescos dromornítidos australianos, que pueden estar más cerca de los Galliformes que de los Anseriformes como se esperaba tradicionalmente, lograron la ausencia de vuelo de forma más tradicional, reduciendo fuertemente sus alas y quilla. Eran enormes aves herbívoras, entre los mayores dinosaurios aviares de todos los tiempos.
Por el contrario, el Scopelortyx de tallo galiforme parece haber sido más aéreo que las aves modernas, con un estilo de vuelo más adecuado para planear y elevarse.

## Comportamiento y ecología
La mayoría de las aves galliformes son más o menos residentes, pero algunas de las especies templadas más pequeñas (como la codorniz)  migran a distancias considerables. La migración altitudinal es, evidentemente, bastante común entre las especies montañesas, y algunas especies de las regiones subtropicales y subárticas deben llegar a sus zonas de alimentación y/o de agua mediante un vuelo sostenido. Entre las especies que se sabe que realizan vuelos prolongados se encuentran los turones, el urogallo de las salvias (Centrocercus), la perdiz crestada, el pavo real, el argus crestado, el pavo real de montaña (Polyplectron inopinatum), el faisán koklass (Pucrasia macrolopha) y, el faisán de Reeves (Syrmaticus reevesii). Otras especies -la mayoría de las codornices del Nuevo Mundo (también conocidas como codornices dentadas), la enigmática perdiz de piedra (Ptilopachus petrosus) de África, la gallina de Guinea y el faisán orejudo (Crossoptilon) destacan por sus excursiones diarias a pie que pueden llevarles muchos kilómetros en un día determinado.
Algunos Galliformes están adaptados al hábitat de los pastizales, y estos géneros destacan por sus cuellos largos y delgados, sus patas largas y sus alas grandes y anchas. Algunas especies no relacionadas, como la crestada, se caracterizan por tener un cuello largo, patas largas y alas anchas. El (Lophura ignita), el guineo vulturino (Acryllium vulturinum), y el faisán australiano (Leipoa ocellata) son exteriormente similares en sus tipos de cuerpo (véase también evolución convergente).
La mayoría de las especies que sólo muestran un dimorfismo sexual limitado destacan por la gran cantidad de locomoción que requieren para encontrar alimento durante la mayor parte del año. Aquellas especies que son altamente sedentarias pero con marcadas transformaciones ecológicas a lo largo de las estaciones muestran marcadas diferencias entre los sexos en cuanto a tamaño y/o apariencia. Los faisanes orejudos, los gavilanes, las codornices dentadas y la perdiz nival (Lerwa lerwa) son ejemplos de diferencias sexuales limitadas y requisitos para viajar por terrenos amplios para buscar alimento.

### Ecología invernal
Las gallináceas están bien adaptadas a las regiones con inviernos fríos.  Su mayor tamaño, su mayor plumaje y su menor nivel de actividad les ayudan a soportar el frío y a conservar la energía.  En estas condiciones, son capaces de cambiar su estrategia de alimentación por la de un rumiante.  Esto les permite alimentarse y extraer energía y nutrientes de material vegetal fibroso y grueso, como brotes, ramitas y agujas de coníferas.  Esto proporciona una fuente prácticamente ilimitada de alimento accesible y requiere poca energía para su recolección.

### Alimentación

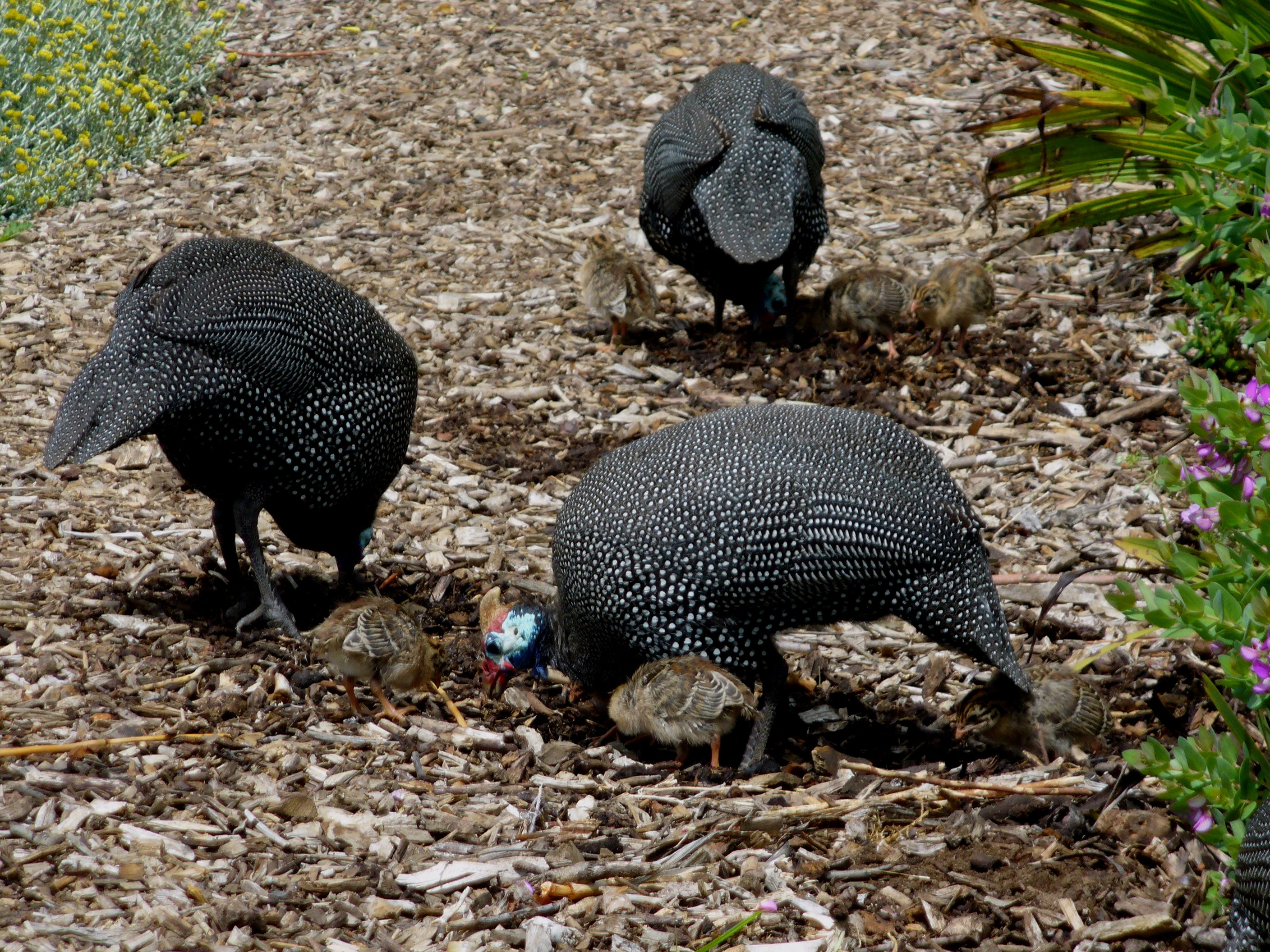
Gallinas de Guinea alimentándose.

Los galliformes herbívoros a ligeramente omnívoros, que forman la mayoría del grupo, son típicamente de constitución robusta y tienen picos cortos y gruesos adaptados principalmente para forrajear en el suelo en busca de raicillas o el consumo de otro material vegetal como los brotes de pino. Las aves jóvenes también se alimentan de insectos.
Las aves de la selva y la mayoría de los géneros de faisanes subtropicales tienen necesidades nutricionales muy diferentes a las de los géneros típicos del paleártico.  El monal del Himalaya (Lophophorus impejanus) ha sido observado escarbando en la madera en descomposición de árboles caídos de manera similar a los pájaros carpinteros para extraer invertebrados, incluso apoyándose con ayuda de su cola cuadrada. El faisán de la alegría (Catreus wallichi), el argus crestado (Rheinardia ocellata), la perdiz rul rul (Rollulus roulroul) y el guineo crestado (Guttera pucherani) son ecológicamente similares al monal del Himalaya en el sentido de que también buscan en la madera podrida larvas de termitas, hormigas y escarabajos, moluscos, crustáceos y jóvenes roedores.
El pavo real típico (Pavo), la mayoría de los pavos reales (Polyplectron), el faisán de Bulwer (Lophura bulweri), los faisanes de collar (Chrysolophus) y las perdices de montaña (Arborophila) tienen picos estrechos y relativamente delicados, poco adecuados para cavar. Estos géneros galliformes prefieren capturar invertebrados vivos en la hojarasca, en la arena o en charcos poco profundos o en las orillas de los arroyos. Estos géneros también se parecen exteriormente en que cada uno tiene patas y dedos excepcionalmente largos y delicados y la tendencia a frecuentar hábitats estacionalmente húmedos para buscar comida, especialmente durante la cría de los pollos. El pavo azul (Pavo cristatus) es famoso en su país de origen, la India, por su apetito por las serpientes, incluso por las cobras venenosas, a las que despacha con sus fuertes patas y su afilado pico. El faisán de Lady Amherst (Chrysolophus amherstiae), el pavo real (Pavo muticus), el faisán de Bulwer y el faisán colicanelo (Lophura erythrophthalma) son notables por su aptitud para buscar crustáceos como cangrejos de río y otros pequeños animales acuáticos en arroyos poco profundos y entre los juncos, de forma muy parecida a la de algunos miembros de la familia de los rascones (Rallidae).  Del mismo modo, aunque los pavos salvajes (Meleagris gallopavo) tienen una dieta principalmente vegetal, comen insectos, ratones, lagartijas y anfibios, vadeando el agua para cazar estos últimos. La gallina doméstica (Gallus gallus domesticus) comparte este comportamiento oportunista y come insectos, ratones, gusanos y anfibios.

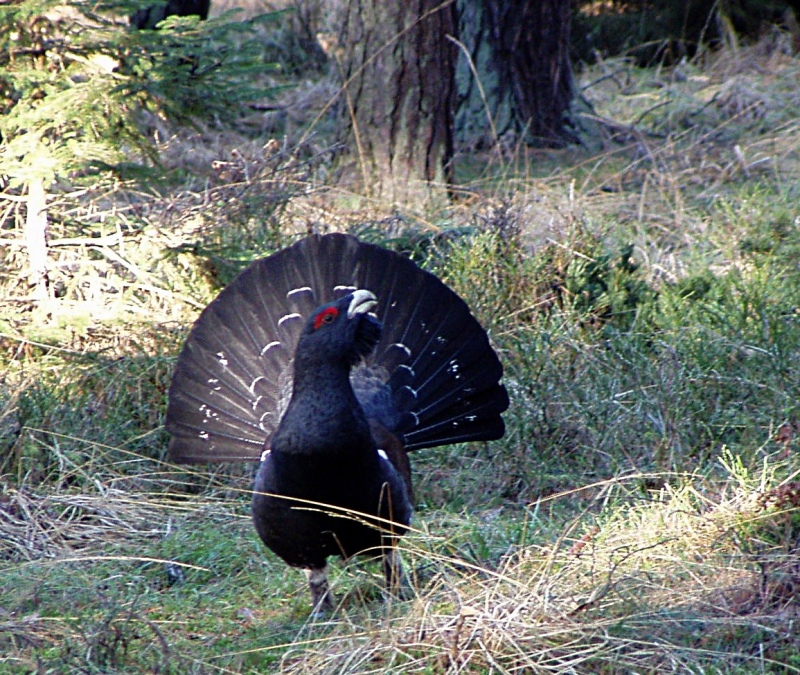
Durante la época de celo, el macho del urogallo occidental se alimenta principalmente de hojas de arándano, que es tóxico para la mayoría de los herbívoros.

Los tragopanes, el faisán mikado  y varias especies de urogallo y perdiz son excepcionales en sus hábitats de forrajeo, mayoritariamente vegetarianos y arbóreos; el urogallo destaca especialmente por poder alimentarse de plantas ricas en terpenos y quinonas —como la artemisa o las coníferas—, que suelen ser evitadas por otros herbívoros. Muchas especies de altitudes moderadas —por ejemplo, los faisanes de cola larga del género Syrmaticus— también encuentran gran parte de sus necesidades nutricionales diarias en las copas de los árboles, especialmente durante los periodos de nieve y lluvia, cuando buscar comida en el suelo es peligroso y poco fructífero por diversas razones. Aunque los miembros del género Syrmaticus son capaces de subsistir casi por completo a base de materiales vegetales durante meses, esto no ocurre con muchos de los géneros subtropicales. Por ejemplo, el gran argus y el argus crestado pueden hacer la mayor parte de su forrajeo durante los meses de lluvia en el dosel de la selva, también. Allí se sabe que se alimentan de babosas, caracoles, hormigas y anfibios, excluyendo el material vegetal. Se desconoce cómo se alimentan en el dosel del bosque durante los meses de lluvia.

### Reproducción
La mayoría de los galliformes son muy prolíficos, con nidadas que superan regularmente los 10 huevos en muchas especies. A diferencia de la mayoría de las aves que son -al menos durante una temporada de cría concreta- monógamas, los galliformes son a menudo poligínicos o polígamos. Estas especies se reconocen por su marcado dimorfismo sexual.
Las crías de los galliformes son muy precoces y vagan con sus madres -o con ambos padres en las especies monógamas- apenas unas horas después de la eclosión. El caso más extremo son los Megapodiidae, en los que los adultos no empollan, sino que dejan la incubación a montículos de vegetación en descomposición, ceniza volcánica o arena caliente. Las crías deben excavar fuera de los montículos del nido después de la eclosión, pero salen de los huevos completamente emplumados y, al abandonar el montículo, son capaces de volar distancias considerables.